# In-System-Programmierung

Beispiele für die Pinbelegung für den Programmiergeräte-Anschluss

Die In-System-Programmierung (ISP), auch englisch In-circuit serial programming (ICSP), ermöglicht das Programmieren einer logischen Schaltung direkt im Einsatzsystem. Dazu wird meist eine einfache serielle Verbindung genutzt, z. B. JTAG oder SPI.
Der Vorteil der In-System-Programmierung ist, dass der zu programmierende Baustein sonst aus dem Zielsystem entfernt werden müsste oder vor der Montage ein weiterer Produktionsschritt zur Programmierung eingeführt werden müsste. Hintergrund: Im Zuge der Bauteileminiaturisierung werden zunehmend Chipgehäuse verwendet, die nur gelötet, aber nicht (einfach) gesteckt werden können. Sie werden so weniger mechanisch belastet, und der gesamte Programmiervorgang ist schneller und weniger potenziellen Fehlerquellen ausgesetzt.

## Methoden

### Programmierung mit seriellen Schnittstellen

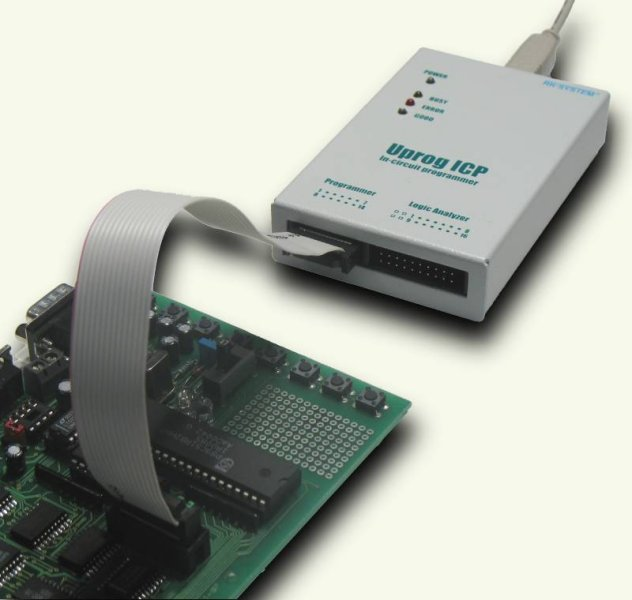
In-System-Programmer

Zur Programmierung über zusätzliche serielle Schnittstellen wird ein In-System-Programmer (ISP), gelegentlich auch In-Circuit-Programmer, benutzt, der üblicherweise eine kleine Zusatzhardware darstellt, mit der sich dafür ausgelegte programmierbare Elektronikbausteine im eingebauten Zustand programmieren lassen. Programmieren in diesem Zusammenhang bedeutet, dass Firmware (ein zuvor erstelltes Programm und/oder Daten) in den internen, nichtflüchtigen Speicher (z. B. ein internes EEPROM oder Flash-Speicher) eines Elektronikbausteins geschrieben werden. Die eventuell noch nötige Bereitstellung von höherer Programmierspannung erfolgt üblicherweise im Elektronikbaustein selbst.

### Programmierung mit Bootloader
Die weit seltenere und aufwändigere Neuprogrammierung über USB ist vergleichbar mit einem (Device) Firmware Upgrade, das vor allem in Produkten der Konsumelektronik möglich ist. Es kommt ohne spezielle Hardware aus, braucht aber einen Bootloader, quasi das Programm zum Programmieren und für die USB-Kommunikation. Vor der ersten In-System-Programmierung mit USB muss er dem Mikrocontroller auf herkömmlichem Weg über ein (In-System-)Programmiergerät zukommen. Er kann aber auch schon im Werk vorprogrammiert werden (Maskenprogrammierung).

## Anwendung
Typischerweise handelt es sich bei den zu programmierenden Bausteinen um Mikrocontroller, System-on-a-Chip-Bausteine (SoC) oder um „einfache“ Speicher, deren Daten programmiert werden. Sie müssen sich z. B. von außen, durch den ISP, in einen Programmiermodus versetzen lassen.
Ein In-System-Programmer besitzt üblicherweise eine Steckverbindung, die auf den zu programmierenden, eingebauten Baustein aufgesteckt wird oder an einen extra für diesen Zweck auf der Leiterplatte vorgesehenen Anschluss angesteckt wird. Der In-System-Programmer bezieht seine Daten üblicherweise von einem PC, mit dem er ebenfalls verbunden ist. Im Normalfall übernimmt eine Software auf dem PC die gesamte Steuerung des Programmierablaufs, so dass der ISP recht einfach und preiswert gehalten werden kann. Er setzt in diesem Fall die Spannungspegel vom PC in für den Baustein geeignete Werte um.
Die Steuersoftware auf dem PC ist häufig in eine entsprechende Programmierumgebung zur Softwareerstellung für den spezifischen Baustein integriert. Häufig kann die ISP-Hardware und die PC-Software auch die bereits im Baustein vorhandenen Daten auslesen, z. B. zur Kontrolle eines Programmiervorgangs.

## Features
Weiterhin lassen sich mit einem ISP, soweit vorhanden, auch spezielle Funktionen des Elektronikbausteins schalten. So zum Beispiel sogenannte Fuse-Bits, die festlegen, ob ein einmal geschriebenes Programm permanent, nicht mehr überschreibbar ist, oder das Programm von außen ausgelesen werden darf.

## Auswirkung
In-System-Programmierbarkeit ist eine wichtige Eigenschaft von Systemen, besonders in der Entwicklungsphase und bei der Wartung. Sie spart das ständige Auswechseln, eventuell sogar verbunden mit Auslöten, des zu programmierenden Bausteins. Nicht alle Systeme, die in system programmierbar sind, benötigen dazu einen zusätzlichen In-System-Programmer. Gerade bei Endverbrauchergeräten ist es üblich geworden, dass die Firmware dieser Geräte ohne Zusatzhardware ‚geflasht‘, das heißt neu eingespielt, werden kann. Das ist allerdings ggf. erst nach der Erstinbetriebnahme möglich, da dazu meist ein Bootloader vorhanden sein muss; siehe dazu den entsprechenden Abschnitt weiter oben.
Möglich wurde ISP durch die Integration von Flash-Speicher und Mikrocontroller.

## Beispiele
Beispiele für ISP-fähige Bausteine:
- CPLD von Lattice
- AVR
- PICmicro
- TI MSP430
- STM32
- LPC-Familie von NXP